# In Mute
 (décembre 2023).
In Mute, stylisé [In Mute], est un groupe espagnol de death metal, originaire de Valence. Le groupe est formé au milieu de l'année 2003, bien qu'il n'ait consolidé son style musical qu'en 2005 (avec des influences de groupes tels que Opeth, Gojira, Arch Enemy, In Flames, etc. Le groupe se sépare en 2021.

## Histoire
In Mute est formé en 2003. Après plusieurs changements de line-up, les membres enregistrent en 2006 leur premier album, Aeternum, aux Sunnday Studios (Murcie) par Joaquín Sánchez et masterisé à Cutting Room (Suède). Cependant, l'album ne voit le jour qu'en 2009 en raison des retards typiques de l'autoproduction. Alberto, le chanteur de la première heure, décide de quitter le groupe en 2010. Sa place est prise par Steffi, qui donne un tournant important à l'approche d'In Mute, en apportant une touche différenciée et caractéristique au groupe, en fournissant un style plus raffiné, énergique et polyvalent au chant. In Mute commence à devenir progressivement populaire grâce au travail acharné qui les amène à partager la scène avec de grands représentants du métal national comme Angelus Apatrida, Ktulu et Crisix.
En juin 2012, ils démarrent un nouveau projet avec un groupe renouvelé : un EP intitulé One in a Million, produit et enregistré par Raúl Abellán (Animal Music Productions) et masterisé à Finnvox (Finlande) par Mika Jussila. En 2014, ils présentent leur premier vidéoclip pour la chanson Waiting, extraite de One in a Million. En outre, ils participent à la WOA Metal Battle Spain (tournoi à élimination directe pour gagner une place dans le festival de heavy metal Wacken Open Air, en Allemagne), où ils parviennent à se qualifier pour la finale. Le 1er août 2014, In Mute est proclamé vainqueur de la finale après sa prestation au Wacken. S'ensuit une tournée qui les mène aux quatre coins de l'Espagne, y compris dans les festivals les plus prestigieux, tels que Viña Rock, Leyendas del Rock, Resurrection Fest, etc.
En 2016, ils entrent à nouveau en studio pour enregistrer Gea (Art Gates Records), le premier album studio du line-up actuel. Ce travail, pré-produit par Davish G. Álvarez et enregistré à Millenia Estudios par Raúl Abellán, les emmène à nouveau en tournée dans tout le pays et une partie de l'Europe, visitant des pays comme la Belgique, la France, Malte ou le Portugal. Ils remportent également l'une des 26 places de l'édition 2018 de Girando por Salas, une sélection réalisée à partir de plus de 1 200 propositions provenant de tout le pays. C'est à cette époque que Mike rejoint leurs rangs à la guitare, couvrant l'intégralité du Gea Spanish Tour et ses dates à l'étranger.
Au début de 2019, leur ancienne vocaliste Steffi quitte le groupe, et est remplacée par Vanja Plavsic (ex-MartYrium) avec qui ils commencent immédiatement à travailler sur la création d'un nouveau matériel qui prendra forme dans Chaos Breeder (Art Gates Records) en novembre 2019. Des mois dédiés à la composition et à l'enregistrement de cet album aboutiront à 8 titres au son plus moderne, comptant à nouveau avec la production en charge de Davish G. Álvarez. Mixé et masterisé par Groka Dresbaj au Room BCN, il est enregistré entre les New Level Studios, Elefante Estudio, et Fireworks Studios. Ils entament la tournée Chaos Will Rise Tour, qui ne comporte que trois dates et qui est en grande partie reportée en raison de la crise sanitaire internationale de Covid-19.
En juin 2020, Vanja décide de quitter le groupe et Mike reprend le chant mélodique. Le style du groupe évolue vers des sonorités plus progressives et variées, sans pour autant sacrifier la marque de fabrique du groupe. Le groupe annonce sa séparation en novembre 2021.

## Discographie
- 2009 : Aeternum (album, auto-édition)
- 2012 : One in a Million (EP, Art Gates Records)
- 2017 : Gea (Art Gates Records)
- 2019 : Chaos Breeder (Art Gates Records)